# Card estrellat
El card sant o atràctilis gummífera (Chamaeleon gummifer) és una espècie de planta verinosa dins la família de les asteràcies que és originària de la Conca del Mediterrani. Es pot confondre amb altres plantes medicinals no tòxiques com les del gènere Centaurea per això provoca moltes intoxicacions en zones rurals. De l'involucre hi flueix una resina o goma i d'això prové el nom gummifer de l'espècie.

## Toxicitat
L'arrel conté un diterpè, el carboxiatractilòsid que inhibeix la fosforilació oxidativa mitocondrial. És molt tòxic per al fetge.
El verí causa intoxicació que cursa amb hipertensió arterial,pot presentar edema cerebral i crisis convulsives. La mort pot ser per parada respiratòria. Si no acaba amb la mort del pacient deixa seqüeles durant molt de temps, requereix hospitalització.